# ميسائل كوبيوس
ميسائل كوبيوس (بالإسبانية: Misael Cubillos)‏ (6 فبراير 1996 بإيكويكو في تشيلي - ) هو لاعب كرة قدم تشيلي في مركز الوسط. لعب مع ديبورتيس إيكيكي.

## وصلات خارجية
- ميسائل كوبيوس على موقع قاعدة بيانات كرة القدم.إي يو (الإنجليزية)
- ميسائل كوبيوس على موقع Soccerway.com (الإنجليزية)
- ميسائل كوبيوس على موقع AS.com (الإسبانية)